# 40 Dni dla Życia

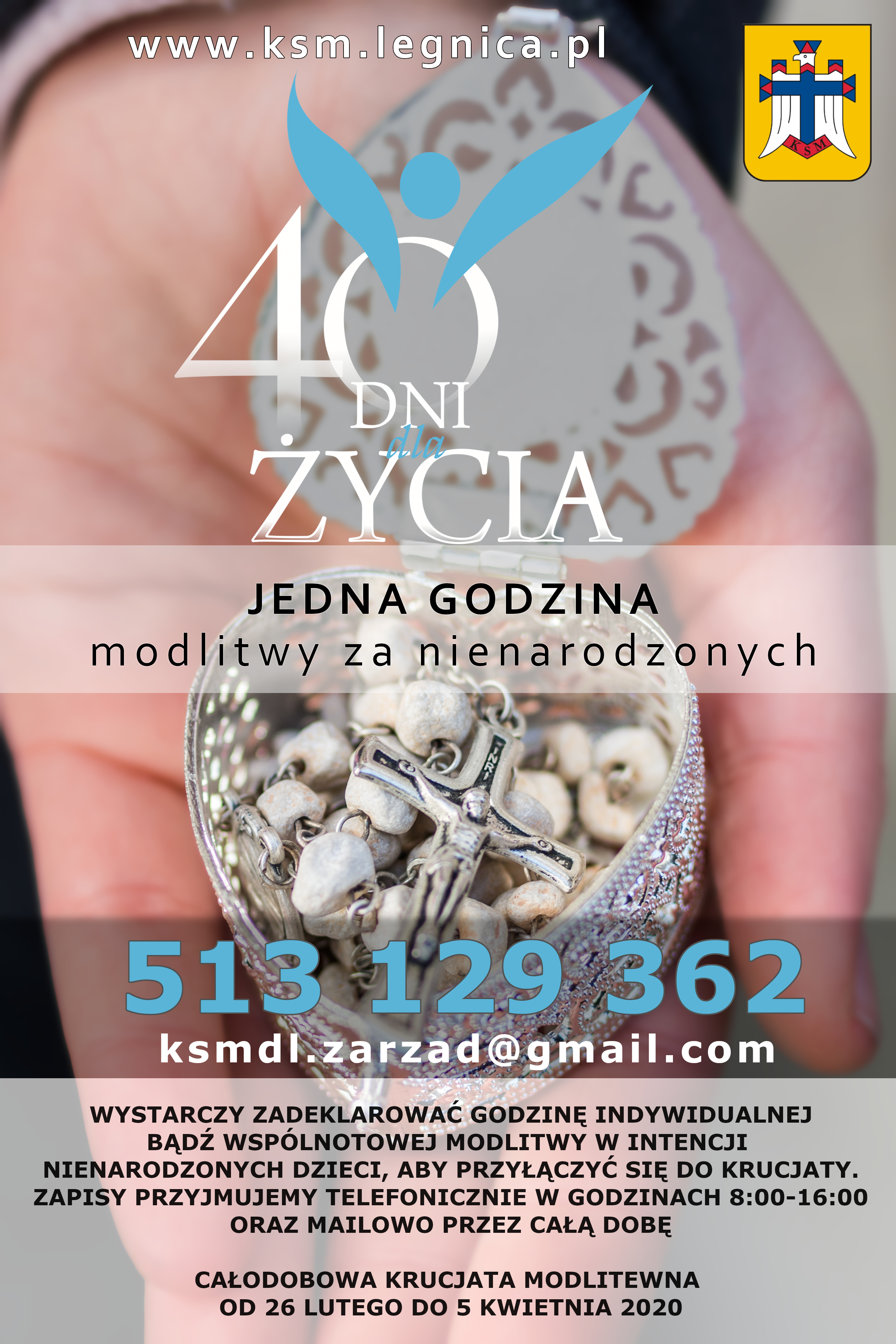
Plakat polskiej edycji 40 dni dla życia

40 Dni dla Życia – kampania modlitewna o charakterze pro-life odbywająca się w różnych krajach świata dwa razy do roku.
Akcja została zapoczątkowana w 2004 w Stanach Zjednoczonych w środowiskach antyaborcyjnych, a z czasem spopularyzowana została w innych krajach świata (w Polsce od 2010 przez dr inż. Antoniego Ziębę, działacza pro-life). Forma modlitwy w intencji ochrony życia poczętego jest dowolna. Według księdza Janusza Wilka, jednego z koordynatorów akcji, można czytać Pismo Święte, odmawiać różaniec czy Koronkę do miłosierdzia Bożego, lub jakąkolwiek inną modlitwę. Ważna jest intencja. Można się modlić indywidualnie, w rodzinie czy we wspólnocie. Istotne jest to, by zachować ciągłość czuwania modlitewnego w intencji życia przez 960 godzin w dzień i w nocy. W Stanach Zjednoczonych modlitwy odbywają się m.in. przed klinikami aborcyjnymi. W 2014 w inicjatywie udział wzięło ponad 250 miast w dziewięciu krajach świata. Działaniom akcji towarzyszyć mogą wydarzenia pozamodlitewne, np. duchowa adopcja dziecka lub flash moby.
W Polsce co roku edycję 40 Dni dla Życia w Wielkim Poście organizuje Katolickie Stowarzyszenie Młodzieży Diecezji Legnickiej.